# 音更町立共栄中学校
音更町立共栄中学校（おとふけちょうりつきょうえいちゅうがっこう）は北海道十勝総合振興局河東郡音更町にある公立中学校。

## 概要
- 生徒数　248名[1]
- 教職員数　34名[1]
- 学級数[1]
  - 普通学級　7教室
  - 特別支援学級　1教室

## 沿革
以下、学校の沿革から抜粋 。
- 1983年（昭和58年）
  - 4月10日　柳町地区、緑陽台地区の飛躍的な生徒数増加に伴い、下音更中学校の過密化を解消するため新設。
  - 5月20日　教育目標設定。
  - 6月  日　校章・校歌制定。
- 1987年（昭和62年）
  - 10月22日 校舎増築工事完了。
- 1992年（平成4年）
  - 11月1日　開校10周年記念式典挙行。
- 2013年（平成25年）
  - 9月30日　開校30周年記念式典挙行。
- 2016年（平成28年）
  - 8月31日　台風災害のため避難所開設。

## 校区
- 柳町小学校校区の全域[3]
- 緑陽台小学校校区の全域[3]
- 下音更小学校校区の一部[3]

## 部活動
- 野球部[4]
- サッカー部[4]
- 男子バスケットボール部[4]
- 女子バスケットボール部[4]
- 女子バレーボール部[4]
- 男子バドミントン部[4]
- 女子バドミントン部[4]
- 女子ソフトテニス部[4]
- 卓球部[4]
- 剣道部[4]
- 吹奏楽部[4]
- 総合文化部[4]

## 主な卒業生
- 滝菜月[5]
- 平子裕基[6]
- 片山楽生[7]

## 周辺
- 音更町文化センター
- 音更町図書館
- 共栄コミュニティセンター
- とかち広域消防事務組合音更消防署

## アクセス
- 十勝バス・北海道拓殖バス
  - 木野大通16丁目停留所
- 北海道拓殖バス
  - 緑陽台南区停留所